# 1917-es magyar atlétikai bajnokság
Az 1917-es magyar atlétikai bajnokságon – amely a 22. bajnokság volt, visszakerült a három év szünet után a 10 kilométeres gyaloglás.

## Eredmények

### Férfiak
| Versenyszám        | Arany                                                                                     | Arany   | Ezüst                             | Ezüst   | Bronz                            | Bronz   |
| ------------------ | ----------------------------------------------------------------------------------------- | ------- | --------------------------------- | ------- | -------------------------------- | ------- |
| 100 m              | Kurunczy Lajos TSE                                                                        | 11,6    | Seres Imre MTK                    |         | Schubert Ágost BEAC              |         |
| 200 m              | Kurunczy Lajos TSE                                                                        | 22,8    | Seres Imre MTK                    |         | Schubert Ágost BEAC              |         |
| 400 m              | Kurunczy Lajos TSE                                                                        | 54,2    | Seres Imre MTK                    |         |                                  |         |
| 800 m              | Némethy Jenő Ferencvárosi TC                                                              | 2:09,2  | Fonyó Márton MTE                  |         | Hennei Emil Magyar AC            |         |
| 1500 m             | Némethy Jenő Ferencvárosi TC                                                              | 4:13,8  | Grósz István Ferencvárosi TC      |         | Bese József MTE                  |         |
| 5000 m             | Körmendy Miklós MTK                                                                       | 16:26,4 | Bese József MTE                   |         | Grósz István Ferencvárosi TC     |         |
| mezei futás        | Grósz István Ferencvárosi TC                                                              | 45:02,0 | Kaiser János MTE                  |         | Englohner Ferenc Ferencvárosi TC |         |
| mezei futás csapat | Ferencvárosi TC Grósz István Englohner Ferenc Kalotai Vilmos Székely Sándor Pirity György | 22      | MTE                               | 42      |                                  |         |
| 10 km gyaloglás    | Róna Sándor Ferencvárosi TC                                                               | 52:56,6 | Ruzsák Henrik Ferencvárosi TC     |         | Ligeti Antal Ferencvárosi TC     |         |
| 110 m gát          | Püspöky Gyula Magyar AC                                                                   | 17,4    | Szeles Pál Magyar AC              |         |                                  |         |
| magasugrás         | Brausz Mihály Ferencvárosi TC                                                             | 164 cm  | Schneller Béla MTK                | 164 cm  | Sándor Géza MTK                  | 164 cm  |
| távolugrás         | Hadházy Dezső DTE                                                                         | 623 cm  | Árokszállásy Béla Ferencvárosi TC | 617 cm  | Barna Jenő Magyar AC             | 562 cm  |
| rúdugrás           | Brausz Mihály Ferencvárosi TC                                                             | 300 cm  | Hadházy Dezső DTE                 | 260 cm  | Barna Jenő Magyar AC             | 260 cm  |
| súlylökés          | Mudin Imre Magyar AC                                                                      | 12,63 m | Farkas Dezső MTK                  | 12,08 m | Molnár Béla Győri ETO            | 11,78 m |
| diszkoszvetés      | Molnár Béla Győri ETO                                                                     | 38,94 m | Mudin Imre Magyar AC              | 37,98 m | Luntzer György PTE               | 37,22 m |
| gerelyhajítás      | Mudin Imre Magyar AC                                                                      | 48,51 m | Szakáll Máté MTK                  | 45,46 m | Simon György Ferencvárosi TC     | 38,14 m |